# Labod grbec
Labod grbec (znanstveno ime Cygnus olor) je velik ptič iz rodu labodov. Je ptica selivka, če pa so razmere ustrezne, prezimi v istem kraju.

## Opis
Odrasli labodi grbci so poraščeni s snežno belim perjem, mladiči pa so umazano rjave barve (redko tudi beli). Pridevek grbec se nanaša na izrazito črno grbo, ki je na korenu oranžno obarvanega kljuna. Poleg črne grbe, ki je pri samici manjša od samčeve, je značilna tudi labodja elegantna drža z izbočenim vratom v obliki črke S.
Labod je eden največjih in najtežjih ptičev, ki še lahko letijo; samci tehtajo do 12 kg, samice pa prek 8. Zaradi velikosti in teže potrebuje precejšen vzletni prostor. Potreben zagon za dvig labod dobi z vztrajnimi močnimi zamahi svojih velikih peruti, ki lahko po dolžini skupaj presežejo dve metra, ter istočasnim tekom po vodi.

## Gnezdenje
Labodje gnezdo je skrbno pripravljeno iz okoliškega rastlinja in obloženo s perjem. Izvaljenih 5-7 jajc samica večinoma vali 34-38 dni. Puhasti sivkasti mladiči gredo v vodo takoj, ko zapustijo varno lupino in so v prvih mesecih življenja zelo lahek plen za ptice ujede ali pa večje ribe. Med odraščanjem so pod skrbnim nadzorstvom obeh staršev, od katerih se oddaljijo kvečjemu za meter ali dva, pa še to za zelo kratek čas.

## Galerija
- Odrasel osebek z mladiči
- Dvoletni mladič na Blejskem jezeru
- Labod grbec med vzletanjem
- Par med dvorjenjem
- Labod grbec na Blejskem jezeru
- Museum specimen - Denmark